# Phonétique et phonologie du grec ancien
La phonologie du grec ancien est l'étude et la pratique de la prononciation du grec ancien. Cette phonologie ne peut être traitée d'un bloc, puisque cette langue n'a pas toujours été prononcée de la même manière. Il convient donc de préciser de quel état du grec ancien on parle, en gardant à l'esprit que ce découpage est arbitraire. Aucune langue ne connaît d'évolution subites et discrètes, les modifications phonétiques sont continues et progressives. On s'est arrêté au grec de la koinè, le grec médiéval étant déjà très proche du grec moderne. 
La phonétique et la phonologie du grec ancien font l'objet d'un enseignement.

## Particularités
En passant de l'indo-européen commun au grec ancien[évasif], la langue a subi de nombreuses modifications phonétiques dont les plus flagrantes sont décrites par la loi de Grassmann, la loi d'Osthoff et la loi de Rix. On note en outre que le grec permet de restituer dans de nombreux cas la coloration des laryngales indo-européennes. Enfin, c'est une langue centum.
Le grec ancien est riche en consonnes occlusives, pauvre en fricatives et en spirantes (/w/ et /j/ sont rares et se sont très souvent amuïes, de même que /s/ dans de nombreuses positions), riche en voyelles (brèves ou longues) et en diphtongues. On note la présence de consonnes « aspirées » sourdes, vestige des « sonores aspirées » de l'indo-européen commun, qui ne se sont maintenues qu'en sanskrit. Ces deux langues sont les seules langues indo-européennes à posséder des « aspirées », quelles qu'elles soient.
En règle générale, l'alphabet note de manière imprécise la langue orale, même si le résultat est bien moins ambigu qu'en latin. Les signes diacritiques, qui permettent actuellement une lecture plus fine, sont d'invention plus tardive : un texte épigraphique n'en portera le plus souvent aucun (tout au plus des points séparateurs de mots).

## Démarche
Nos connaissances de la prononciation du grec sont limitées par deux facteurs importants : la langue ancienne n'est plus parlée et elle n'a pas cessé, au cours de son histoire, d'évoluer vers la langue moderne. Restituer la prononciation du grec ancien ne peut donc se faire qu'à partir de sources écrites dont la chronologie importe. Le résultat ne sera qu'une restitution, limitée quant à la précision des articulations réelles.
On partira des sources directes et indirectes permettant de restituer la prononciation du grec ancien et, de là, on tentera d'en proposer un modèle phonétique (inventaire des sons utilisés) puis phonologique (c'est-à-dire une liste des phonèmes pertinents).
Les principales sources permettant de restituer la prononciation sont les suivantes: 
- l'alphabet grec ;
- les témoignages des grammairiens ;
- les emprunts.

### L'alphabet grec
La première source est l'alphabet lui-même. Premièrement, le processus d'adaptation qu'il a dû suivre pour passer de l'alphabet phénicien, un abjad (notant surtout les consonnes), support d'une langue sémitique (donc possédant des articulations inconnues des langues indo-européennes comme les consonnes emphatiques) à un alphabet doté de voyelles autonomes servant à une langue au système phonologique différent est révélateur de ce que le système phonologique grec était ou, surtout, n'était pas. Par exemple, le fait qu'on a distingué le /ĕ/ du /ē/ et le /ŏ/ du /ō/ est l'indice du caractère pertinent de la quantité vocalique ; l'élimination rapide d'une lettre servant à /w/, le digamma, et d'une autre pour /k/ devant /o/ et /u/, le koppa est celui d'abord de la disparition du phonème /w/ dans la langue, ensuite du caractère non pertinent d'un /k/ plus profond (la lettre notant /q/ en phénicien).
De plus, l'orthographe (au sens strict), que l'on peut rencontrer en français par exemple (comme monsieur se prononçant /məsjø/), est au départ absente de l'écriture : on notait presque directement les mots tels qu'on les entendait, dans la limite des lettres disponibles. Elle apparaît cependant et varie au cours du temps (avec l'évolution de la langue), des lieux (en raison d'un assez grand éparpillement dialectal) et de certains événements politiques (en -403, Athènes adopte un alphabet venant d'Ionie pour l'écriture des textes officiels). À partir de cette date, ce modèle remplace petit à petit les autres dans toute la Grèce, de sorte que de nombreux traits de la prononciation se sont masqués : on n'écrit plus comme on entend mais comme on doit écrire. Par exemple, dans la langue d'Athènes s'est conservé plus longtemps que dans les autres dialectes un phonème /h/ devant voyelle au commencement des mots, alors que le modèle ionien ne le note pas.
L'écriture nous signale donc plus ou moins bien les évolutions et les différences de réalisation des lettres et des mots. On peut remarquer à cet égard que l'épigraphie s'avère bien plus pertinente que les textes littéraires : alors que ceux-ci sont le plus souvent connus par des manuscrits médiévaux, qui suivent des usages orthographiques figés et en décalage avec la prononciation réelle (par exemple, l'indication de l'aspiration initiale, représentée par l'esprit rude, y a été notée alors qu'elle avait cessé d'être prononcée en grec), les textes épigraphiques sont des représentants plus fidèles de la langue parlée car ils ne suivent pas forcément les normes écrites mises en place parfois des siècles après la rédaction des textes. Toutefois, certaines fautes d'orthographe dans les manuscrits témoignent de la prononciation en vigueur lors de la copie.

### Les témoignages des grammairiens
Les grammairiens grecs fournissent quelques renseignements sur leur propre langue, notamment sur des différences dialectales de prononciation, de même que les grammairiens romains : l'analyse grammaticale occidentale, ne l'oublions pas, est née en Grèce (ce dont atteste le vocabulaire métalinguistique). Ces témoignages sont nombreux et précieux mais, le plus souvent, rédigés dans un vocabulaire impressionniste et peu scientifique, ce qui ne permet pas de restituer avec précision l'articulation des sons.

### Les emprunts
Les emprunts faits par les autres langues sont significatifs, qu'il s'agisse des mots ou seulement de lettres (pour les alphabets tirés du grec).
À cet égard, le latin est très utile, par ses liens constants avec le monde grec. Par exemple, le fait que les Romains aient eu besoin de compléter leur alphabet au moyen de deux lettres prises directement au grec, c'est-à-dire Y et Z, est important. En effet, il signale que les Romains n'avaient aucune lettre pour représenter ces sons étrangers ; dans ce cas, on peut exclure les phonèmes latins pour restituer ceux du grec.
Autre exemple probant : le fait que des mots grecs contenant un Φ empruntés en latin ont d'abord été notés avec un P, PH dans les termes savants ou les noms propres (ce qui implique une fois de plus que les Romains tentaient là de noter un son n'existant pas dans leur langue), puis avec F à partir de l'ère chrétienne signale la période probable pendant laquelle la lettre Φ est passée d'une prononciation plosive à une prononciation fricative.
Pour les états plus récents du grec, les liens entre Orient et Occident ayant été relativement coupés pendant le Moyen Âge, les témoignages sont limités à ceux du grec lui-même et à ceux des langues fortement influencées par lui comme écriture et comme langue liturgique de l'Église orthodoxe (langues slaves, copte, gotique, etc.). Par exemple, l'alphabet cyrillique, dans lequel la lettre В (issue du B grec) vaut [v] et non [b] permet de confirmer qu'au IXe siècle le bêta grec en était venu à se prononcer ainsi, d'où la nécessité pour les Slaves de créer une nouvelle lettre pour noter le son [b] : Б (inversement, dans l'alphabet gotique la lettre 𐌱 / b issue du bêta grec note bien le son [b] : on peut en déduire qu'au IVe siècle la valeur de la lettre était encore intacte). De même, l'ancienne lettre cyrillique Ѳ (fita), se prononçant [θ], montre que le thêta grec était bien spirantisé. Les langues slaves ne sont cependant pas allées jusqu'à importer le son [θ] que la lettre grecque note à cette époque et se sont contentés de [f], fricative labio-dentale et non interdentale (Des siècles plus tôt, les Romains n'avaient pas eu ces scrupules en important le son [y], qu'ils ont eux aussi parfois noté par F).

## États de la langue
On a choisi quatre étapes représentatives : 
- la « langue archaïque » (du VIIIe siècle av. J.-C. au IVe siècle av. J.-C.). On désigne ainsi la langue grecque archaïque alphabétique, dont Homère est l'un des plus anciens témoignages (bien que le texte n'ait été fixé par écrit qu'au VIe siècle av. J.-C.) ;
- la langue classique d'Athènes (ionien-attique ; IVe siècle av. J.-C.) ;
- la koinè (de la fin du IVe siècle av. J.-C. au IVe siècle apr. J.-C.). Il s'agit de la langue grecque hellénistique puis romaine ;
- le grec médiéval (394-1453), issu de la koinè et dont on connaît quatre variantes[2] :
  - la savante et atticisante, couramment employée par les lettrés ;
  - la religieuse (Ακολουθική Ελληνική ou grec liturgique, surtout chanté et encore employé dans l'Église orthodoxe);
  - la démotique (Μεσαιωνικές δημοτικές ou médiéval populaire), et comportant les parlers Έλλαδική (helladique en Grèce, autour de l'Égée et à Constantinople), Κατωιταλιώτικη (italique, en Calabre et Sicile, à l'origine du griko), Ποντιϰή ("pontique" autour de la mer Noire, avec des traits archaïques ioniens, à l'origine du dialecte pontique moderne), Νοτιϰή (« du sud », en Cyrénaïque et Égypte) et Ανατολιϰή ("oriental", en Asie Mineure intérieure-Anatolie et au proche-orient);
  - la yévanique, à l'important lexique hébraïque, parlée par les Romaniotes (juifs grecs).

Le mycénien et le grec moderne sont traités à part.
On ne perdra pas de vue que les données qui suivent sont artificielles et synthétiques : en effet, il ne faudrait pas croire qu'un θ, par exemple, est devenu /θ/ exactement au début de la période médiévale, le passage s'étant fait progressivement et les premiers indices de la modification phonétique (une spirantisation) pouvant être antérieure, ce qui est le cas ici, puisque les premières notations de θ par un F latin (qui renseignent sur le caractère fricatif mais pas sur le point d'articulation de la consonne) débutent dès le début de l'ère chrétienne. Inversement, la simplification des géminées ou la spirantisation de δ et γ se sont faites pendant le passage du grec médiéval au grec moderne, ce que n'indique pas le tableau. On a, de plus, représenté le plus souvent la prononciation d'Athènes au détriment des autres dialectes grecs.
Est enfin indiquée la prononciation dite « érasmienne » parce que mise au point par l'humaniste Érasme pour des raisons pédagogiques. Il s'agit d'une prononciation « à la française », qui diffère quelque peu de celle préconisée par l'auteur, qui tentait de se rapprocher d'une prononciation antique, délibérément éloignée de celle que l'on pratiquait à l'époque, calquée sur le modèle du grec d'alors. Le résultat est cependant peu concluant : on mêle des prononciations antiques et modernes à d'autres qui n'ont jamais eu cours. C'est cependant cette prononciation que l'on utilise en France depuis la Renaissance dans l'enseignement du grec ancien. On suit dans d'autres pays d'autres usages, le plus courant étant celui d'une lecture proche de la prononciation moderne (c'est ainsi que l'on procède en Grèce).

## Inventaire des phonèmes

### Consonnes
Noter les conventions de transcription phonétique :
- on a suivi globalement l'alphabet phonétique international ;
- on a principalement suivi les interprétations que donne Michel Lejeune, dans sa Phonétique historique du mycénien et du grec ancien ;
- le rond souscrit diacritique indique une réalisation douce d'une occlusive : ainsi, [b̥ʰ] se comprend comme un [p] doux aspiré avec une moindre tension que le [p]. Avec les autres symboles, il signale un phonème sourd ; tous les μ, ν et λ initiaux n'étaient pas sourds.
- Ø (« ensemble vide ») désigne un amuïssement ;
- le croisillon (#) signale, devant un caractère, que la lettre représentée est en début de mot ;
- les consonnes géminées (dont la simplification a pris place à différentes époques, le plus souvent entre le grec médiéval et le grec moderne) peuvent être rendues par un symbole redoublé, ce qui est le cas pour [zz].

#### Inventaire phonétique
Sont pris en compte tous les allophones des phonèmes.
| Lettre                 | Archaïque | Classique | Koinè                     | Médiévale           | Érasmienne |
| ---------------------- | --------- | --------- | ------------------------- | ------------------- | ---------- |
| β                      | [b]       | [b]       | [b] puis [β] puis [v]     | [v]                 | [b]        |
| γ                      | [g]       | [g]       | [g] puis [γ] et [ʝ]       | [g] puis [γ] et [ʝ] | [ɡ]        |
| γ (+ κ, + γ, + χ, + ξ) | [ŋ]       | [ŋ]       | [ŋ]                       | [ŋ]                 | [ŋ]        |
| δ                      | [d]       | [d]       | [d] puis [ð]              | [d] puis [ð]        | [d]        |
| ζ                      | [zd]      | [zd]      | [zː]                      | [z]                 | [dz]       |
| θ                      | [tʰ]      | [tʰ]      | [tʰ] puis [θ]             | [tʰ] puis [θ]       | [t]        |
| ι                      | [j]       | [j]       | ø                         | ø                   | [j]        |
| κ                      | [k]       | [k]       | [k]                       | [k]                 | [k]        |
| κχ                     | [kʰː]     | [kʰː]     | [kʰ:] puis [kx]           | [kx]                | [k]        |
| λ                      | [l]       | [l]       | [l]                       | [l]                 | [l]        |
| #λ-                    | [l̥]       | [l]       | [l]                       | [l]                 | [l]        |
| μ                      | [m]       | [m]       | [m]                       | [m]                 | [m]        |
| #μ-                    | [m̥]       | [m]       | [m]                       | [m]                 | [m]        |
| ν                      | [n]       | [n]       | [n]                       | [n]                 | [n]        |
| #ν-                    | [n̥]       | [n]       | [n]                       | [n]                 | [n]        |
| ξ                      | [ks]      | [ks]      | [ks]                      | [ks]                | [ks]       |
| π                      | [p]       | [p]       | [p]                       | [p]                 | [p]        |
| πφ                     | [pʰː]     | [pʰː]     | [pʰ:] puis [pɸ]           | [pf]                | [pf]       |
| ρ                      | [r]       | [r]       | [r]                       | [r]                 | [r] → [ʁ]  |
| #ρ                     | [r̥]       | [r̥]       | [r̥]                       | [r]                 | [r] → [ʁ]  |
| σ                      | [s]       | [s]       | [s]                       | [s]                 | [s]        |
| σ (+ β, + γ, + δ, + μ) | [z]       | [z]       | [z]                       | [z]                 | [s]        |
| τ                      | [t]       | [t]       | [t]                       | [t]                 | [t]        |
| τθ                     | [tʰ:]     | [tʰ:]     | [tʰ:] puis [tθ]           | [tθ]                | [t]        |
| φ                      | [pʰ]      | [pʰ]      | [pʰ] puis [ɸ]             | [f]                 | [p]        |
| φθ                     | [pʰtʰ]    | [pʰtʰ]    | [b̥tʰ] puis [φθ] puis [fθ] | [fθ]                | [ft]       |
| χ                      | [kʰ]      | [kʰ]      | [kʰ] puis [x] et [ç]      | [x] et [ç]          | [k]        |
| χθ                     | [kʰtʰ]    | [kʰtʰ]    | [ɡ̥tʰ] puis [xθ]           | [xθ]                | [kt]       |
| ψ                      | [ps]      | [ps]      | [ps]                      | [ps]                | [ps]       |
| #voyelle à esprit rude | [h]       | [h]       | [h] puis Ø                | Ø                   | Ø          |
| consonnes géminées     | géminées  | géminées  | géminées                  | simples             | simples    |

#### Inventaire phonologique
Ne sont recensés que les phonèmes.

### Voyelles

#### Inventaire phonologique
Les phonèmes sont notés par paires : d'abord la version non arrondie puis la version arrondie. On donne ici le système de l'ionien-attique, l'un des plus riches.

##### Voyelles simples
Les voyelles peuvent être brèves ou longues, sans que toutes les combinaisons soient possibles. Voir plus bas pour d'autres détails.
| Type         | Avant                                             | Arrière                                      |
| ------------ | ------------------------------------------------- | -------------------------------------------- |
| Fermée       | [i] ι (ῐ) • [y] υ (ῠ) [iː] = ι (ῑ) • [yː] = υ (ῡ) |                                              |
| Moyenne sup. | [e] = ε • {{{1}}} [eː] = ει • {{{1}}}             | [o] = ο • {{{1}}} [oː] = ου • {{{1}}}        |
| Moyenne inf. | {{{1}}} • {{{1}}} [ɛː] = η • {{{1}}}              | {{{1}}} • {{{1}}} [ɔː] = ω • {{{1}}}         |
| Ouverte      | [a] = α (ᾰ) • {{{1}}} [aː] = α (ᾱ) • {{{1}}}      | [a] = α (ᾰ) • {{{1}}} [aː] = α (ᾱ) • {{{1}}} |

Traditionnellement, on utilise une variante de la transcription des romanistes pour décrire les voyelles : ainsi, [eː] est rendue par ẹ̄, [ɔː] par ǭ etc.

##### Diphtongues
| Type               | Voyelle antérieure    | Voyelle postérieure |
| ------------------ | --------------------- | ------------------- |
| Voyelle mi-fermée  | [eu] ευ               | [oi] οι             |
| Voyelle mi-ouverte | [ɛːu] ηυ [ɛːj] ηι / ῃ | [ɔːj] ωι / ῳ        |
| Voyelle ouverte    | [ai] αι [au] αυ       | [aːi] ᾳ             |

### Traits suprasegmentaux
Les traits suprasegmentaux que connaît le grec ancien sont : 
- les quantités vocaliques (opposition entre les voyelles brèves et longues) et consonantique, ou, du moins, la gémination (les consonnes sont différenciées selon qu'elles sont simples ou doublées) ;
- le tonème (accentuation de hauteur) ;
- dans une moindre mesure, la tension consonantique (certaines consonnes peuvent être prononcées avec plus ou moins de tension musculaire).

#### Quantité vocalique

##### Voyelles simples
Les voyelles existent en deux versions : l'une brève, l'autre plus longue. Les combinaisons possibles diffèrent selon les dialectes. On trouve en ionien-attique les cas de figure suivants : 
- /a/ ~ /aː/ = α ;
- /e/ = ε ~ /eː/ = ει ;
- /ɛː/= η [10] ;
- /i/ ~ /iː/ = ι ;
- /o/ = ο ~ /oː/ = ου ;
- /ɔː/ = ω [11] ;
- /y/ ~ /yː/ = υ.

Notons l'emploi de digrammes pour noter /eː/ et /oː/, qui s'explique par l'apparition en ionien-attique de ces deux phonèmes absents du grec commun dans une écriture qui n'a pas de signes pour les noter : avant l'adoption de l'alphabet ionien en −403, ε et ο servaient à [e] et [o] aussi bien qu'à [eː] et [oː]. C'est après −403 et une fois effectuée la confusion entre des anciennes diphtongues [ei̯] et [ou̯] (monophtonguées en [eː] et [oː]) avec [eː] et [oː] anciens que l'on a pu se servir des combinaisons ει et ου pour noter tous les cas de figures, qu'ils soient anciens ou issus de [ei̯] et [ou̯]
L'écriture est ambiguë pour α, ι et υ, qui n'ont qu'un signe pour représenter les deux variantes. Dans les éditions philologiques et les ouvrages didactiques, on utilise la brève et le macron (ou le macron seul) : [a] = ᾰ ~ [aː] = ᾱ ou [a] = α ~ [aː] = ᾱ, etc.

##### Diphtongues
Les diphtongues sont invariablement considérées longues, sauf αι et οι quand ce sont des désinences (comptées cependant comme longues pour l'accentuation à l'optatif et dans les adverbes en -οι par souvenir du temps où ces diphtongues issues d'une coalescence valaient deux syllabes). Ainsi, dans les formes λῦσαι et λύσαι, le premier -αι final est bref (infinitif aoriste du verbe λύω), tandis que le second est long (forme d'optatif, troisième personne du singulier).

#### Accent de hauteur
L'accent du grec, noté sporadiquement depuis l'époque hellénistique puis plus régulièrement à partir du grec médiéval (cf. Diacritiques de l'alphabet grec), est purement de hauteur et non d'intensité: en effet, l'accent n'a pour ainsi dire eu aucune action modificatrice sur les voyelles (apophonie, par exemple) ou les mots (métaplasmes) tant qu'il est resté de cette nature. Il n'a non plus aucune influence sur la scansion. En revanche, devenant un accent d'intensité en grec moderne, il a modifié profondément l'aspect de certains termes.

##### Accent aigu et accent circonflexe
Une seule voyelle d'un mot (exception faite des cas d'enclise) peut recevoir l'accent de hauteur, qui se manifeste comme une montée d'une quinte d'après Denys d'Halicarnasse. Selon la quantité de la voyelle et la place de l'accent par rapport aux mores d'une voyelle longue, on obtient plusieurs intonations :
- δό = /dó/ = [dó] : intonation (ou accent) aiguë → l'accent tombe sur une brève ;
- δού = /doó/ = [dǒː] : intonation aiguë → sur la deuxième more d'une longue ;
- δοῦ = /dóo/ = [dôː] : intonation (ou accent) circonflexe → sur la première more d'une longue.

Ainsi, seule une longue peut porter une intonation circonflexe.

##### Barytonèse des oxytons
Lorsque l'utilisation de diacritiques pour noter les accents a été systématisée, un accent, l'accent grave, servait à indiquer les voyelles atones. Rapidement, seule la voyelle intonée a été marquée ; l'accent grave aurait donc dû disparaître. Pourtant, il a été conservé pour remplacer l'accent des voyelles accentuées d'un aigu sur la finale (des mots oxytons) quand les mots sont suivis d'un autre mot tonique (ou, formulé autrement, tout accent aigu final devient grave sauf in pausa). Ainsi, on doit écrire « Πέφευγε λαθών. » (« Il a fui en cachette ») ou bien « Λαθὼν πέφευγε. ». On dit que l'oxyton « λαθών » devient le baryton « λαθὼν ».
La signification de cette convention n'est pas claire. On a proposé quatre interprétations :
1. ce n'est qu'une convention orthographique sans réalité phonétique, i.e. l'accent grave se prononce comme l'aigu ;
2. l'accent grave indique un ton intermédiaire entre l'accent aigu et l'absence d'accent ;
3. l'accent grave indique une absence de ton ;
4. l'accent grave indique un troisième ton, plus bas.

La dernière interprétation semble exclue. En effet : 
1. les voyelles portant le baryton ne sont pas chantées plus bas que les autres, si l'on en croit les partitions antiques ;
2. les mots barytons ne sont jamais traités comme des proclitiques[17].

La première interprétation paraît douteuse : en effet, le maintien de cette notation de l'accent grave par les grammairiens antiques ne peut être gratuit (vu leur souci de systématisation, allant jusqu'à l'invention d'un esprit doux doublement inutile).
Les deuxième et troisième interprétations semblent de ce fait les plus plausibles. Le témoignage des grammairiens antiques n'est pas sans ambigüité, mais les références à un ton grave et à un affaiblissement de l'accent aigu en accent grave semblent compatibles avec ces deux interprétations. À l'appui de la deuxième interprétation, on peut citer le fait que les syllabes avec l'accent grave sont toujours accentuées en grec moderne, ce qui peut suggérer que les locuteurs anciens ressentaient et marquaient d'une manière ou d'une autre l'accent sur ces voyelles. À l'appui de la troisième interprétation, le fait que l'accent grave servait initialement souvent à noter les syllabes atones. Quoi qu'il en soit, les mots barytons n'étant pas assimilés à des mots atones, l'atonie et la barytonèse ne sont pas identiques.
Il n'est cependant pas possible de savoir la nature exacte de la différence entre une voyelle portant le baryton et une voyelle portant l'oxyton. Tout au plus peut-on affirmer que le baryton n'est qu'une modification secondaire de l'oxyton. Il ne convient donc pas de parler d'une troisième intonation.

##### Lois de limitation
D'autre part, il existe des « lois de limitation », qui déterminent les places possibles pour tel ou tel type d'intonation, selon la quantité de la dernière voyelle. En effet : 
- si la dernière voyelle est brève, l'accent aigu ne peut remonter (en partant de la fin du mot) au-delà de la 3e syllabe et l'accent circonflexe au-delà de la 2e syllabe ;
- si la dernière voyelle est longue, l'accent aigu est limité aux deux dernières syllabes, l'accent circonflexe à la dernière.

Voici un tableau des placements possibles des deux intonations. On lira les symboles ainsi : o désigne une more, # une syllabe quelconque (à voyelle longue ou brève). Par exemple, « #.oó.oo » se lit : « accent sur la 2e more de la pénultième syllabe, la finale étant longue et la voyelle de la première syllabe indifférenciée ».
| Voyelle accentuée        | finale | finale   | finale      | pénultième | pénultième | pénultième | pénultième     | antépénultième | antépénultième | antépénultième | antépénultième | antépénultième | antépénultième |
| ------------------------ | ------ | -------- | ----------- | ---------- | ---------- | ---------- | -------------- | -------------- | -------------- | -------------- | -------------- | -------------- | -------------- |
| Répartition moraïque     | #.#.ó  | #.#.oó   | #.#.óo      | #.ó.oo     | #.oó.oo    | (#.oó.o)   | #.óo.o         | ó.#.o          | oó.#.o         | óo.#.o         | ó.#.oo         | oó.#.oo        | óo.#.oo        |
| Représentation graphique | #.#.ά  | #.#.ά    | #.#.ᾶ       | #.ά.#      | #.ά.#      | #.ά.#      | #.ᾶ.#          | ά.#.#          | ά.#.#          | Impossible     | Impossible     | Impossible     | Impossible     |
| Nom                      | oxyton | oxyton   | périspomène | paroxyton  | paroxyton  | paroxyton  | propérispomène | proparoxyton   | proparoxyton   | Impossible     | Impossible     | Impossible     | Impossible     |
| Exemples                 | ἀγαθός | ἰσοτελής | γυναικῶν    | ἀπέϐη      | εὐρείῃ     | (παίδες)   | εἰσαναϐᾶσᾰ     | Πέργαμον       | κήρυκες        | Impossible     | Impossible     | Impossible     | Impossible     |

##### Finale trochaïque
On a marqué entre parenthèses, dans le tableau précédent, la combinaison #.oó.o, c'est-à-dire quand l'accent tombe sur la 2e more d'une voyelle longue pénultième suivie d'une voyelle brève en finale. En effet, une loi propre à certains dialectes, dont l'ionien-attique, fait qu'un tel accent remonte sur la 1re more de la syllabe longue et donne une intonation circonflexe.
Ainsi, des mots accentués comme παίδες, « enfants », ou γυναίκες, « femmes », ne sont pas possibles en ionien-attique car ils deviennent systématiquement παῖδες ou γυναῖκες. Ils existent cependant sous les formes παίδες et γυναίκες, en dorien.
Cette loi permet en outre de connaître la quantité d'une finale : en effet, la forme λύσαι (avec ῡ) n'est permise que si la finale -αι est longue ; alors qu'elle est normalement comptée comme brève, sa quantité longue indique ici qu'on a affaire à un optatif du verbe λύω (dont l'infinitif aoriste est bien λῦσαι, avec -αι final bref).

###### Contractions
La contraction est un métaplasme consistant en la fusion de deux voyelles en hiatus en une seule voyelle dont le timbre et la quantité dépendent des voyelles d'origine. En grec ancien, les contractions sont très fréquentes, la langue tolérant assez mal l'hiatus et le résolvant souvent par ce procédé (avec l'élision et, plus rarement, l'élision inverse). Quand, au cours d'une contraction, l'une des voyelles portait l'accent, on applique les règles suivantes : 
- la voyelle résultant de la contraction sera longue et constituée de deux mores, que les deux voyelles d'origine aient été brèves (une more) ou longues (deux mores) ;
- la première voyelle d'origine constituera, pour l'accentuation de la voyelle résultante, la première more ;
- la seconde voyelle constituera, dans le même contexte, la seconde more.

Ainsi, toute combinaison dans laquelle la première voyelle est accentuée de l'aigu résulte en un circonflexe, toute combinaison où c'est la seconde qui porte l'accent en un accent aigu. Par exemple, la contraction de φιλέω, « j'aime », résulte en φιλῶ, celle de φιλεόμενος, « aimant », en φιλούμενος.

##### Mobilité de l'accent
Comme la quantité de la voyelle finale d'un mot varie au cours de la flexion, l'accent est donc mobile.

###### Accent premier et déclinaison
On nomme « accent premier » celui que portent au nominatif un nom, un déterminant, un adjectif ou un pronom. Il n'existe pas de règle universelle pour déterminer la place de l'accent premier. Tout au plus est-il possible d'appliquer quelques règles particulières. Par exemple, dans les noms propres, les neutres et les adjectifs au superlatif, l'accent a tendance à remonter le plus haut possible dans le mot.
C'est de cet accent premier qu'on déterminera la place qu'occupe l'accent aux autres formes du paradigme au cours de la flexion quand les principes fondamentaux s'appliquent : 
- loi de la finale trochaïque ;
- lois de limitation.

L'accent premier garde sa place et sa qualité au cours de la flexion sauf quand cela contredirait les deux lois précédentes. Par exemple, soient les noms ἄνθρωπος, « être humain », et δῶρον, « don », cités ici au nominatif avec leur accent premier : il est, dans les deux cas, aussi loin dans le mot que le permettent les lois de limitation (sur l'antépénultième voyelle pour ἄνθρωπος et sur la première more de la pénultième voyelle pour δῶρον). Au génitif, la voyelle finale devient longue, -ου /oː/ : l'accent doit donc « redescendre » : ἀνθρώπου et δώρου. On détermine l'accent à obtenir en cherchant la position permise qui soit le moins éloignée de l'accent premier. Dans ἀνθρώπου, l'accent doit descendre de deux mores (ó.oo.oo → o.oó.oo) car *ἀνθρῶπου (descente d'une seule more : ó.oo.oo → o.óo.oo) n'aurait pas été possible (les propérispomènes nécessitent une finale brève). Dans δώρου, l'accent n'a besoin de descendre que d'une more. Inversement, le vocatif de πολίτης (avec un ῑ), « citoyen », est πολῖται car la finale est brève et la loi de la pénultième longue accentuée s'applique. L'accent remonte d'une more.
D'autre part, un accent premier oxyton (aigu en finale) devient périspomène (circonflexe en finale) aux cas obliques (génitif et datif) quand la finale est longue : ὁδός, « route » fait, aux cas obliques singuliers, ὁδοῦ et ὁδῷ, et au pluriel ὁδῶν et ὁδοῖς. En outre, les thèmes en occlusives de la 3e déclinaison connaissent une alternance accentuelle notable quand ils sont monosyllabiques : l'accent passe à la finale sur les désinences obliques et devient circonflexe quand la voyelle est longue. Ainsi, le génitif et le datif de φῶς, « lumière », et φλέψ, « veine », sont φωτός, φλεϐός, φωτί et φλεϐί (singulier), φωτῶν, φλεϐῶν, φωσί et φλεψί (pluriel).
Enfin, il existe des irrégularités notables pour certains termes dans lesquels l'accent se déplace d'une manière plus ou moins inattendue. Par exemple, le nom πατήρ, « père », fait remonter l'accent au vocatif, πάτερ.

###### Proparoxytons irréguliers
Dans certaines flexions nominales, une métathèse de quantité a échangé la quantité de la voyelle finale avec celle qui précède (selon le modèle ηο → εω). Ce processus ayant pris place après l'application des lois de limitation, il existe des maintiens irréguliers d'un proparoxyton alors que la finale est devenue longue.
Le phénomène intervient principalement dans les thèmes en -ι et -υ, du type πόλις, « ville » et πῆκυς, « hache », dont les formes notables sont les suivantes :
- génitifs singuliers πόλεως et πήκεως[23] ;
- génitifs pluriels πόλεων et πήκεων[24].

###### Accent premier et conjugaison
Dans la conjugaison, l’accent se conforme à un fonctionnement général différent de celui, très libre, de la flexion nominale. En effet, il est dit remonter le plus haut possible, c’est-à-dire aussi loin que possible de la fin du mot, dans le respect des lois de limitation. Ainsi, la forme λυομεθᾰ ne peut être accentuée autrement que λυόμεθα, l’accent remontant le plus haut possible, c’est-à-dire ici sur l’antépénultième d’un mot à initiale brève.
Le fait est que certains paradigmes ne se conforment pas à cette règle générale. Par exemple, l’infinitif des aoristes thématiques est périspomène. Ainsi, le verbe λείπω, « laisser », a un infinitif présent λείπειν, dont l’accentuation est régulière, mais un infinitif aoriste thématique λιπεῖν.

### Tension consonantique
Pour rendre compte de l'évolution de certains phonèmes grecs, il faut postuler une différence de tension consonantique entre des consonnes qui, sans cela, seraient identiques du point de vue des unités discrètes (point d'articulation, mode d'articulation, etc.). Normalement, une consonne sourde est naturellement émise avec plus de tension ou de force articulatoire qu'une sonore. En effet, une sourde n'ayant pas les vibrations glottales pour l'accompagner, elle peut être moins audible qu'une sonore. À des fins d'équilibre, on a donc tendance à prononcer une sonore d'une manière moins énergique qu'une sourde, et inversement. On dit que les sonores sont douces et les sourdes fortes.
En grec ancien, cependant, il existe aussi des sourdes douces : ce sont les aspirées. En effet, l'émission du souffle glottal les rend plus audibles qu'une sourde simple. Le fait que les aspirées aient été douces se constate de différentes manières : 
- alors que les sourdes se sont particulièrement bien maintenues au cours de l'histoire phonétique du grec, les sonores et les aspirées ont été progressivement spirantisées : c'est en raison de leur caractère doux. Ces phonèmes prononcés avec moins de clarté ont été plus facilement modifiés ;
- les graphies φθ et χθ (qui remplacent obligatoirement, sauf dans quelques inscriptions archaïques, πθ et κθ) ne peuvent être lues [pʰtʰ] et [kʰtʰ], séquences de sons rendues impossibles par la loi de Grassmann. On en déduit que l'utilisation de φ et χ devant une autre aspirée permet d'indiquer non pas l'aspiration mais le caractère doux de la consonne. Ainsi, φθ et χθ s'interprètent [b̥d̥ʰ] et [g̊d̥ʰ] et non [pʰtʰ] et [kʰtʰ] ;
- inversement, les géminées, qui sont forcément fortes, sont notées, pour les aspirées, par les graphies τθ, πφ et κχ, avec une consonne sourde forte dans le digramme.

Ces détails ressortissent cependant à la phonétique : en phonologie synchronique, il n'existe pas d'oppositions pertinentes entre fortes et douces. Chaque version n'est qu'un allophone de l'autre, en distribution complémentaire. Ainsi, il n'existe pas de paire minimale entre [p] et [b̥].